# Kirasirji
Kirasirji so bili pripadniki konjenice, ki so bili nasledniki srednjeveške težke konjenice, ki so se pojavili v sredini 16. stoletja.
Njihova naloga je ostala enaka; predstavljali so udarno konico glavnih napadov pri prebijanju sovražnikovih linij.
Sprva so imeli popoln telesni oklep, toda v 17. stoletju so začeli zmanjševati obseg oklepa, da bi tako povečali hitrost, mobilnost in okretnost kirasirjev; razvoj se je ustavil pri prsnem oklepu.
Orožje, ki so ga kirasirji uporabljali, je bil konjeniški meč, toda v skladu z reformami so dobili konjeniške sablje, ki so povečala moč zamaha konjenika.
Z razvojem ročnega strelnega orožja so dobili tudi pištole in muškete, a so jih nato zamenjali z karabinkami.